# Хронологія поширення COVID-19 (грудень 2019 — січень 2020)

Анімаційна мапа поширення COVID-19 (12 січня — 26 лютого 2020

Стаття описує поширення тяжкого гострого респіраторного синдрому коронавірусу 2, що викликав спалах коронавірусної хвороби 2019. Уперше зафіксований в Ухань, КНР. Станом на березень 2020, усього інфіковано понад 600 тис. осіб у понад 170 країнах у всьому світі, вилікувалося понад 100 тис., і померло понад 35 тис. Список може не містити усі основні події.

## Хронологія спалаху

### Листопад 2019
17 листопада

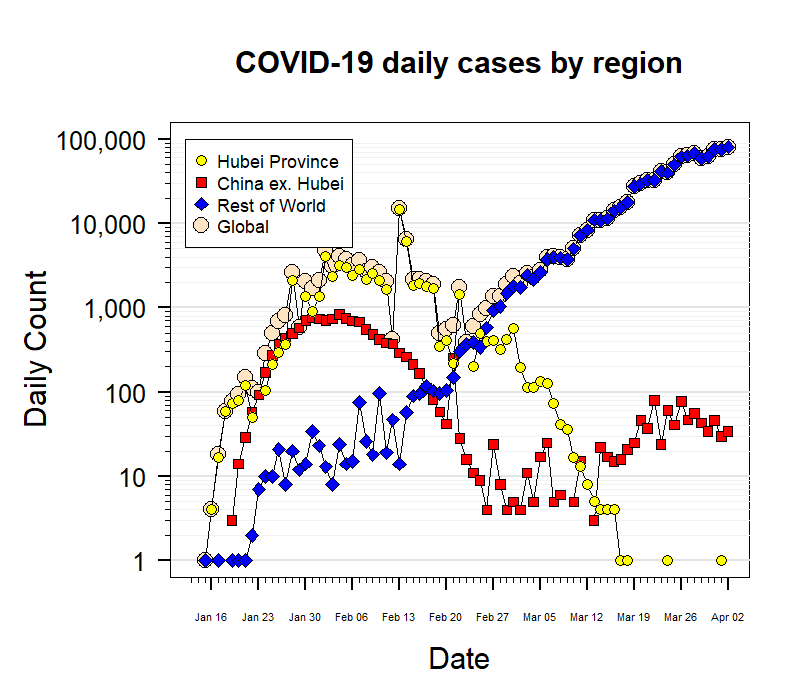
Графік зараження і смертності в провінції Хубей, материкового Китаю, світу, і загальний.

За повідомлення «SCMP» від 13 березня 2020 року, можливо, перший підтверджений випадок нового коронавірусу зафіксували ще 17 листопада 2019 року в 55-річного чоловіка. Однак щодо таких випадків до грудня ще не опубліковано жодної наукової роботи.

### Грудень 2019
1 грудня
Зафіксований перший пацієнт із симптомами коронавірусної хвороби. Особа не відвідувала оптовий ринок морепродуктів в Ухані. Епідеміологічний зв'язок з пізнішими випадками не виявлено.
10 грудня
За звітом журналу «The Wall Street Journal» від 6 березня 2020 року, можливим нульовим пацієнтом є 57-річна Вей Гуйсянь, продавчиня морепродуктів з ринку в Ухань.
12 грудня
Центральне телебачення Китаю (CCTV) 6 січня 2020 року повідомив, що спалах вірусу вперше виявлена 12 грудня.
18—29 грудня
У госпіталізованих пацієнтів з 18 по 29 грудня збирали рідину методом бронхоальвеолярного лаважу (БАЛ) для секвенування геному вірусу. З 20 по 29 грудня 2019 року члени Інституту вірусології Ухань, повідомили і опублікували звіт щодо семи випадків із важкою пневмонією. Усі вони знаходяться в Уханській лікарні імені Цзінь Інь-Тана у відділені інтенсивної терапії. Зразки, що були зібрані в них, направили до лабораторії Інституту вірусології Уханя для діагностики збудника. Не було доведено, що пацієнт ICU-01 пов'язаний з ринком морепродуктів Уханя, однак інші шість працювали або продавцями, або постачальниками на ринку.
21 грудня
Китайські епідеміологи з Китайського центру з контролю і профілактики захворювань (КЦКПЗ) 1 січня 2020 року опублікували статтю, де зазначається, що 21 грудня 2019 року зафіксовано масове звернення пацієнтів, у яких діагностували «пневмонію невідомої причини».
25 грудня
Згідно повідомлення, опублікованому в «China Youth Daily», Лу Сяохун, завідувач гастроентерологічного відділення П'ятої лікарні Уханя, повідомив 25 грудня щодо можливого зараження персоналу.
26—27 грудня
Чжан Цзісянь, завідувач відділення респіраторної і реанімаційної допомоги з провінційної лікарні Хубея, повідомив, що з 26 грудня лікує літню пару. За результатами комп'ютерної томографії (КТ) грудної клітини в них відмінні симптоми від інших вірусних пневмоній. Лікар попрохав пройти КТ і сина літньої пари, хоча у нього не були ніяких симптомів. Результат був ідентичним і 27 грудня лікар повідомив місцевий ЦКПЗ щодо інфекційної хвороби в чотирьох пацієнтів. Упродовж наступних днів до лікарні потрапили ще три аналогічні випадки. Усі мали відношення до оптового ринку морепродуктів Хуанань. Лікарня вважала цю ситуацію нестандартною і звернулася напряму до міського і обласного ЦКПЗ.
29 грудня
Китайський центр з контролю і профілактики захворювань опублікував факти щодо ідентифікації 2019-nCoV: «29 грудня 2019 року до лікарні в Ухані госпіталізували чотири особи з пневмонією, які працювали на оптовому риноку морепродуктів Хуанань, де продають живу птицю, морепродукти та декілька видів диких тварин. Лікарня повідомила про це місцевий центр з контролю захворювань (ЦКПЗ), і його співробітники розпочали польове розслідування з ретроспективним пошуком хворих на пневмонію, що потенційно пов'язані з ринком. Слідчі виявили інших пацієнтів, пов'язаних з ринком, і 30 грудня органи Охорони здоров'я провінції Хубей повідомили про цей кластер КЦКПЗ. Наступного дня КЦКПЗ направили експертів в Ухань для дослідження та контролю. Зразки цих пацієнтів узяли для лабораторних аналізів.»
30 грудня
У другій половині дня 30 грудня 2019 року Уханський муніципальний комітет охорони здоров'я опублікував, що є послідовні випадки лікування пневмонії невідомої причини. Усього 27 інфікованих, серед яких 7 у критичному стані, 18 — у стабільному, 2 — скоро випишуть із лікарні. Більшість пацієнтів є власниками торгових точок на оптовому ринку Хуанань. Муніципальний комітет з охорони здоров'я Ухань повідомив ВООЗ щодо випадків пневмонії невідомої причини.
У звіті щодо генетичного секвенування збудника хворого вказувалося щодо неточностей виявлення тяжкого гострого респіраторного синдрому коронавірусу. Після публікації результатів дослідження багато лікарів Уханя поділилися інформацією Інтернетом. Одним з них став лікар Лі Венліянг, офтальмолог Центральної лікарні Уханя. Він опублікував попередження для випускників свого класу в медичній школі через вебфорум WeChat. Лікар писав, що групу із семи пацієнтів лікували в офтальмологічному відділенні від вірусної пневмонії із симптомами SARS. Вони не реагували на традиційне лікування і їх помістили на карантин. Доктор Лі також опублікував фрагмент аналізу РНК, де виявлено SARS та широкі колонії бактерій у дихальних шляхах пацієнта. Доктор Лі захворів цим коронавірусом від пацієнта, якого лікував. Його госпіталізували 12 січня 2020 року, однак він помер 7 лютого 2020 року.
Ранні дослідження причини виникнення пневмонії виключали сезонний грип, SARS, MERS та пташиний грип.
Міністр продовольства і охорони здоров'я Гонконгу Софія Чан після термінової нічної зустрічі з посадовими особами та експертами оголосила: «[будь-які підозри], включаючи прояви гарячки й гострих респіраторних захворювань чи пневмонії, та історію подорожей до Ухана за 14 днів до появи симптомів, ми ізолюємо пацієнтів».
31 грудня

### Січень 2020
1 січня
«South China Morning Post» опублікувала 13 березня 2020 року, що китайський уряд до 1 січня вже ідентифікував 266 осіб з коронавірусом.
За даними китайської державної агенції новин «Xinhua News», ринок екзотичних тварин та морепродуктів Хуанань 1 січня 2020 року закрили для «урегулювання». Однак у звіті Консорціуму від 24 січня 2020 року зазначалося, що ринок закрили для «очищення та дезінфекції. Проте вірус міг залишатися на поверхні так довго, що це було марно.»
2 січня
Лабораторно підтвердили, що 41 пацієнт з лікарень Уханя інфікувалися 2019-nCoV (новим коронавірусом). З них 27 осіб (66 %) мали відношення до ринку морепродуктів Хуанань.. Усіх діагностованих пацієнтів переселили до лікарні Цзіньінтань в Ухані.
3 січня
Китайські вчені Національного інституту контролю та профілактики вірусних захворювань (IVDC) визначили генетичну послідовність нового коронавірусу β-роду (якому дали назву «2019-nCoV») із зразків, зібраних у пацієнтів у Ухані. Вірус мав три різних штами.